# NGC 2012
NGC 2012 è una vasta galassia lenticolare situata nella costellazione della Mensa, a una distanza di circa 236 milioni di anni luce dalla nostra Via Lattea.

## Scoperta
La galassia è stata scoperta il 22 gennaio 1836 dall'astronomo britannico John Herschel.